# 2015年興都庫什山脈地震
2015年興都庫什山脈地震，是指發生於2015年10月26日，在阿富汗北部兴都库什地區的地震。美國地質調查局（USGS）稱，震源深度距離地面212公里。

## 傷亡
| 國籍                | 死亡 | 受傷   | 參考來源          |
| ------------------- | ---- | ------ | ----------------- |
| 巴基斯坦            | 272  | 2123+  | [ 7 ] [ 8 ] [ 9 ] |
| 阿富汗              | 115  | 538+   | [ 7 ] [ 10 ]      |
| 印度 (印控喀什米爾) | 4    | 20     | [ 11 ]            |
| 總計                | 391  | 2,681+ |                   |

截至28日統計，本次地震以巴基斯坦死傷人數最多，阿富汗的死者中包括了12名因地震驚慌而逃出學校建築，導致相互踩踏致死的學生。不過阿富汗官員說，隨著救援人員陸續抵達，災區回報的死傷人數可能還要急遽上升。

## 損壞
巴基斯坦政府證實，由於地震引發了多處山崩，喀喇昆仑公路已被阻斷。這條公路是连接巴基斯坦和中国的唯一一条公路。

## 救援
10月28日，塔利班宣布對災區暫時停止攻擊，以便救援人員運送物資進入，即非正式停火，但不代表他們將與阿富汗政府合作。